# Acting Like That
Acting Like That ist ein Lied des britischen Musikers Yungblud. Der Song wurde am 2. Dezember 2020 veröffentlicht.

## Hintergrund und Entstehung
Bei dem Lied arbeitet Yungblud mit dem Rapper Machine Gun Kelly und dem Schlagzeuger Travis Barker zusammen, wie bereits ein Jahr zuvor bei dem Lied I Think I’m Okay. Im Dezember 2019 verstarb der Rapper Juice WRLD. Machine Gun Kelly und Yungblud trafen sich daraufhin an einem Abend, um bei ein paar Bier gemeinsam zu trauern. Laut Machine Gun Kelly wurde es eine der verrücktesten Nächte seines Lebens. Am nächsten Tag gingen die beiden Musiker ins Studio, um das Lied aufzunehmen.
Geschrieben wurde das Lied von Dark Waves, Chris Greatti, Zakk Cervini, Yungblud, Machine Gun Kelly und Travis Barker. Das Lied behandelt laut Yungblud sein Verhältnis zu Machine Gun Kelly. Beide Musiker wollten ein Lied schreiben, bei dem die Leute „die Kontrolle verlieren“. Yungblud beschrieb das Lied als Pop-Punk-Lied der alten Schule auf eine neue Art mit einem Roland TR-808-Drumcomputer. Ursprünglich sollte das Lied auf Machine Gun Kellys Studioalbum Tickets to My Downfall erscheinen. 

## Musikvideo
Das Musikvideo wurde von Ross Anderson produziert. Regie führten Dominic Harrison, Gavin Gottlich und Ross Anderson. Yungblud steigt nachts aus einem Bus aus und geht in eine Telefonzelle. Dort telefoniert er mit Machine Gun Kelly, der das Gespräch nach einem Angriff eines Zombies abbricht. Yungblud verlässt die Telefonzelle und sieht, dass er von Zombies angegriffen wird. Das Gleiche passiert Machine Gun Kelly und Travis Barker, die jedoch, während sie das Lied spielen, von einem Käfig geschützt werden. Yungblud flüchtet sich auf die obere Ebene eines Doppeldeckerbusses. Am Ende des Videos dringt ein weiblicher Zombie zu Yungblud vor und verwandelt diesen ebenfalls in einen Zombie.
Wegen der COVID-19-Pandemie mussten die Aufnahmen getrennt stattfinden. Machine Gun Kelly und Travis Barker nahmen ihre Parts in der Innenstadt von Los Angeles auf, während Yungblud seine Szenen im Londoner Stadtteil Greenwich drehte. Vom visuellen Aspekt her ist das Musikvideo eine Reverenz an den Film Shaun of the Dead. Yungblud bezeichnete das Video als verrückte Parodie auf das Coronavirus.

## Rezeption

### Rezensionen
Danielle King vom Onlinemagazin The Honey Pop bezeichnete Acting Like That als „perfekt in Sachen verstärkter Energie“. Die Bridge jage einem Schauer über den Rücken. King äußerte die Hoffnung, dass dies nicht das letzte gemeinsame Werk der drei Musiker sein werde.

### Chartplatzierungen
| ChartsChartplatzierungen            | Höchstplatzierung | Wochen |
| ----------------------------------- | ----------------- | ------ |
| Vereinigte Staaten (Billboard Rock) | 16 (7 Wo.)        | 7      |